# Пермский судостроительный завод «Кама»
Пермский судостроительный завод «Кама»  — судостроительный завод в городе Перми.
Адрес завода: г. Пермь, ул. Буксирная, д. 4. Собственник предприятия — ООО «Верхнекамский судостроительный комплекс» (ВСК).

## История
Пермский судостроительный завод «Кама» был основан в 1931 году, как Пермская судостроительная верфь, занимающаяся производством речных судов.
В 1932 году завод выпустил первое судно — 150-сильный буксирный пароход "Пермский первенец". Пароход был сдан Камскому пароходству. В 1937 году завод сдал восемь буксирных пароходов, предназначенных для канала Москва — Волга, в 1939 году сдал 12 пароходов для Печорского бассейна. Всего до Великой Отечественной на заводе было построено 135 буксирных пароходов.
В 1939 — 1966 годах это завод № 344 Народного Комиссариата судостроительной промышленности СССР, потом Министерства судостроительной промышленности СССР.
В годы Великой Отечественной войны на заводе строились бронекатера. Один из выпущенных бронекатеров БК-140 (стр.№ 181) установлен на постаменте на площади перед заводской проходной. Бронекатера проекта 1125 принимали участие в боях ВОВ в составах Пинской, Днепровской, Волжской, Дунайской, Амурской, Онежской флотилий. В годы войны  на судозаводе работал основоположник использования электросварки в судостроении профессор В. П. Вологдин (1883-1950), уроженец села Кува, ныне Кудымкарского района Пермской области. В годы войны директором судостроительного завода «Кама» (ныне ОАО «Пермский судостроительный завод „Кама“») был Иван Степанович Прибыльский.
После войны на заводе были построены несколько серий мощных буксирных пароходов. Их выпуск был завершен к 1965 году. С 1966 года на заводе приступили к изготовлению автоматизированных озерных буксиров-толкачей "ОТА" с дизельной установкой мощностью 800 л. с.
Автоматизированные озерные буксиры-толкачи транспортируют по рекам страны караваны барж грузоподъемностью до 6 тыс. т. В 1986 году на судозаводе завершили ходовые испытания головного судна 1400-сильных буксирных теплоходов, созданных для северных рек и прибрежных вод полярных морей.
В 1967 году на заводе построены отечественный нефтерудовоз, в 1971 году — первый в стране морской нефтерудовоз. В морском нефтерудовозе были соединены воедино рудовоз и танкер: в средней части корпуса корабля находится трюм для руды на 1,8 тыс. т, а по бокам и днищу расположены танки для нефтепродуктов на 2,7 тыс. т. Созданные суда перевозят грузы на Балтийском, Черном, Средиземном и др. морях.
Для работ на озере Хубсугул в Монголии в 1956 году и в 1984 году судозавод построил буксир и теплоходы. В 2000 году завод построил три судна для Голландского заказчика.

## Награды
Судозавод награжден орденом Отечественной войны I степени (1985).